# 西山会議派
西山会議派（せいざんかいぎは）とは、中国国民党の右派の中にかつて存在したグループ。主として上海を本拠地とした。

## 概要

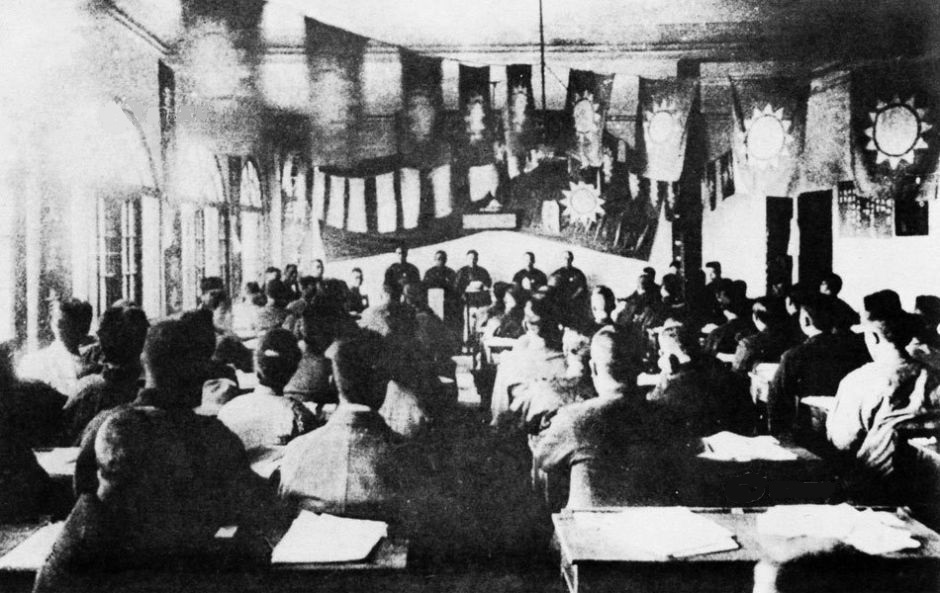
西山会議（中国国民党中央執行委員会全体会議）

1925年3月12日の孫文の死後、第一次国共合作および中国共産党員の活動（党内での地位の向上）に対して、中国国民党の右派（特に古参の党員）の不満が高まった。さらに、同年8月20日に左派の廖仲愷が暗殺され、これをきっかけに暗殺との関係を疑われた胡漢民らの一部の右派が中国国民党から排除されることとなった。このような状況を受けて、右派の一部の者は、同年11月に、北京郊外の西山の碧雲寺（当時、孫文の柩を安置してあった。なお、柩は1929年6月に南京に移され、中山陵に埋葬された。）に集まり、11月23日には、中央とは別に、勝手に中国国民党中央執行委員会全体会議（一期四中全会と称する。いわゆる西山会議）を開催し、中国共産党員の中国国民党籍の取消し、ミハイル・ボロディンの解雇、汪兆銘の弾劾など十項目の決議をおこなった。
ここに結集した中国国民党員は、会議の名前を取って「西山会議派」または「西山派」と呼ばれる。西山会議派は、13人（西山会議への出席者数）とも16人（中国国民党第二回全国代表大会で制裁を受けた者の数）とも言われる。具体的には、林森、居正、鄒魯、謝持、張継、覃振、馮自由、許崇智、戴季陶、葉楚傖、邵元沖、傅汝霖、黄季陸、茅祖権、張知本、焦易堂らで、時期的に出入りがあることから、その範囲は明確ではない（戴季陶などは、二全大会で制裁を受けているにもかかわらず、のちに明らかに立場を異にしたこともあって、「近い立場ではあったが、西山会議派には加わらなかった」というような言われ方をすることもある）。さらに、呉敬恒（呉稚暉）、孫科、伍朝枢、古応芬（古勷勤）らも、近い立場にいたとか、関わっていたといわれることがある。なお、胡漢民は、西山会議派ではない。
この西山会議に対して、1926年1月1日に広州にて正式な中国国民党第二回全国代表大会が開催され、西山会議派各人に対して、永久党籍剥奪（鄒魯、謝持）、書面の警告（林森、居正、張継等）、訓戒などの制裁がなされた。
しかし、この結果をうけても、西山会議派は解散・消滅せず、1926年3月29日には、上海で、自分たちのいわゆる「第二回全国代表大会」を開催、正式な一全大会（第一次国共合作の宣言）を否定した。以降も、国共合作への反対を継続し、合作崩壊がほぼ確実となった1927年6月7日には党籍を剥奪された者も党籍を回復した（寧漢分裂時の南京国民政府による。これ以前にも、一部処分がすでに保留されていたとも言う）。合作崩壊（1927年7月15日）後は、蔣介石（基本的に右派）を支持したり、逆に、蔣介石独裁へ抵抗したり、党内の勢力争いにおいて重要な役割を果たし、少なくとも1930年代まで、中国国民党内で、「長老的」な影響力を維持した。例えば、1927年の寧漢合作後の南京国民政府（蔣介石は下野）では、李宗仁らの新広西派とともに重要な地位を占め（反蔣・反汪兆銘）、また、反蔣介石たる、1930年の北平国民政府および1931年の広州国民政府では、その有力な構成勢力となり（汪兆銘と協力）、また、汪蔣合作後の1932年の新南京国民政府では、西山会議派の林森が主席となり、その死（1943年）まで主席を継続することとなった（基本的に蔣介石を支持）。
なお、政府において主要勢力になることだけが目的のようにも見える以上のような行動から考えても、西山会議派の政治的な主張は、右派である点と反共であるという点以外については、必ずしも明確ではなく、また、構成員各人または各時期においても、その立場・主張は異なっている。